# Аршин мал алан (фільм, 1945)
«Аршин мал алан» — радянська азербайджанська музична кінокомедія 1945 року, за мотивами однойменної оперети Узеїра Гаджибекова. Фільм був дубльований на 86 мов.

## Сюжет
На Сході наречений не міг побачити обличчя нареченої до весілля, і тому герой фільму — Аскер, багатий молодий чоловік, за порадою свого друга Сулеймана переодягається в вуличного торговця тканинами, «аршинмалчі». Ці торговці, продаючи товар, заходили в будинки, де жінки і дівчата, вибираючи і розглядаючи у них тканини, не закривали своїх обличчь. Тепер Аскер міг зайти в будь-який двір і вибрати собі наречену. У фільмі багато комедійних положень, пісень, гумору, всі події мають добрий кінець для героїв.

## У ролях
- Рашид Бейбутов — Аскер
- Лейла Бадірбейлі — Гюльчохра, дочка Султан-бека
- Ісмаїл Ефендієв — Сулейман, друг Аскера
- Мінавар Калантарлі — Джаган-Хала, тітка Аскера
- Лютфалі Абдуллаєв — Велі
- Мірза Алієв — Мешаді Ібад
- Алекпер Гусейн-заде — Султан-бек
- Рахіля Мелікова — Асья
- Фатьма Мехралієва — Теллі

## Знімальна група
- Режисери — Микола Лещенко, Рза Тахмасіб
- Сценаристи — Мухтар Дадашев, Сабіт Рахман
- Оператори — Алі Саттар Атакішиєв, Мухтар Дадашев
- Композитор — Узеїр Гаджибеков
- Художник — Юрій Швець